# هيو بي. براون
هيو بي. براون (بالإنجليزية: Hugh B. Brown)‏ هو محامي أمريكي، ولد في 24 أكتوبر 1883، وتوفي في 2 ديسمبر 1975.

## معرض صور

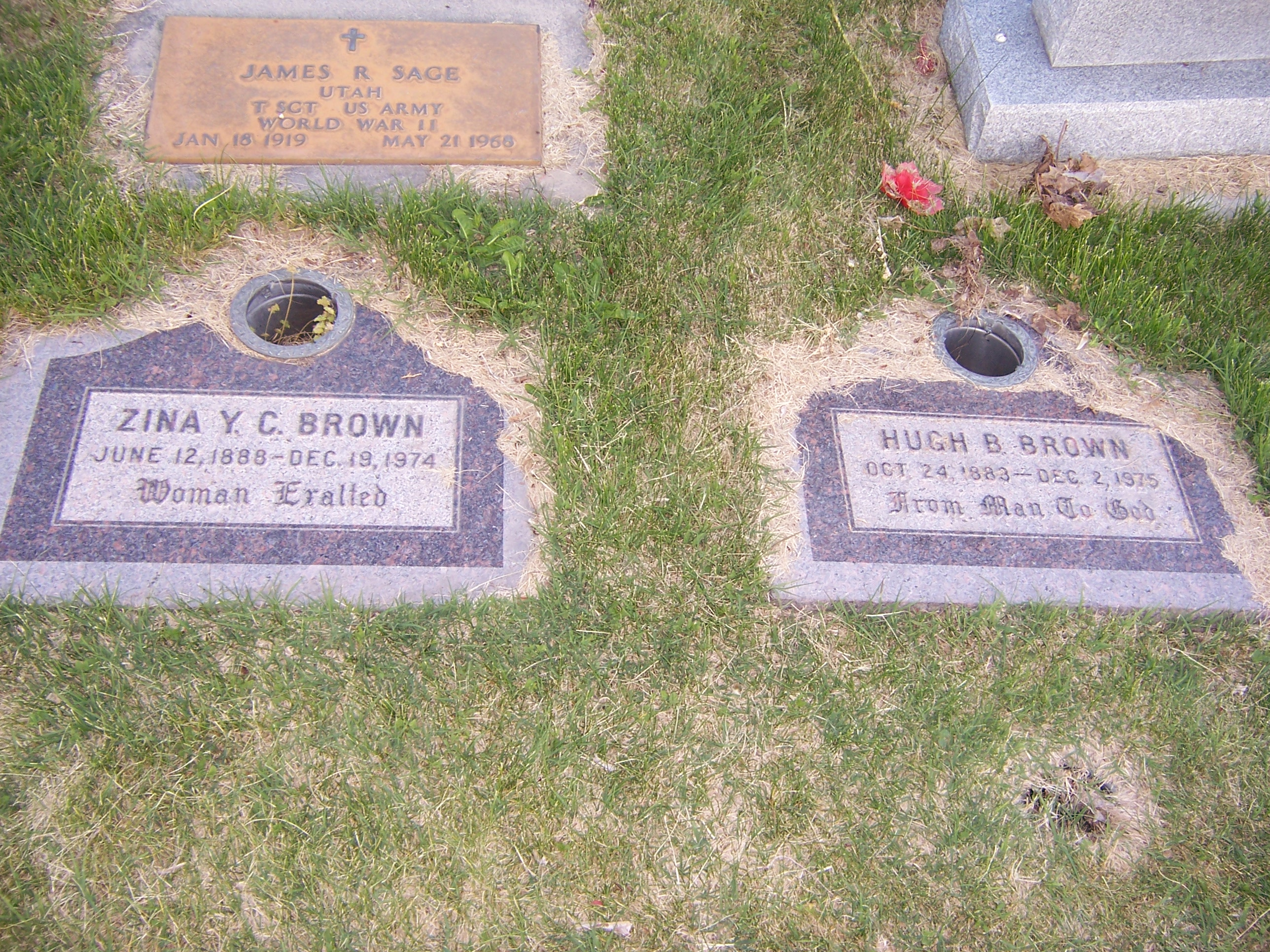
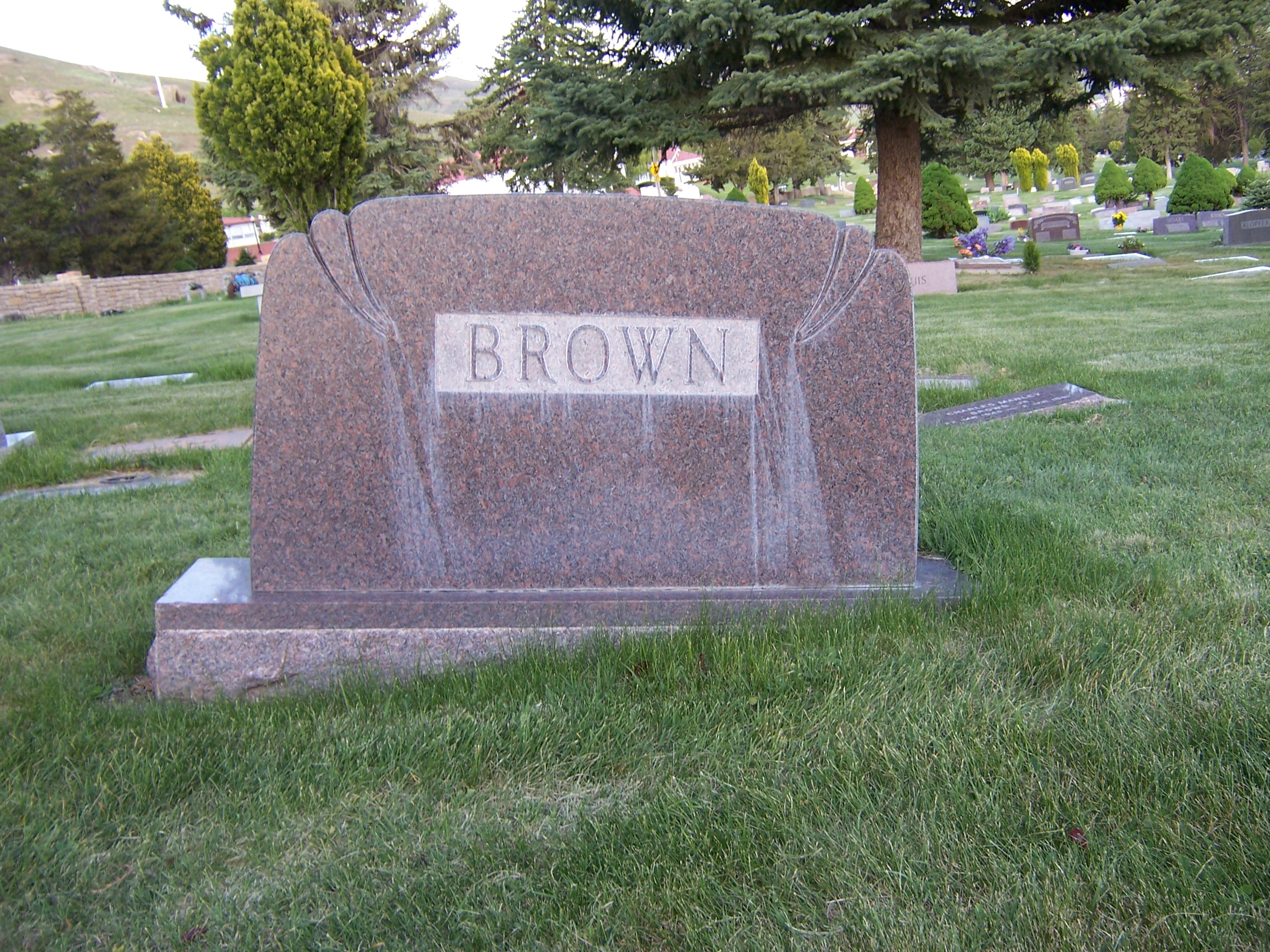
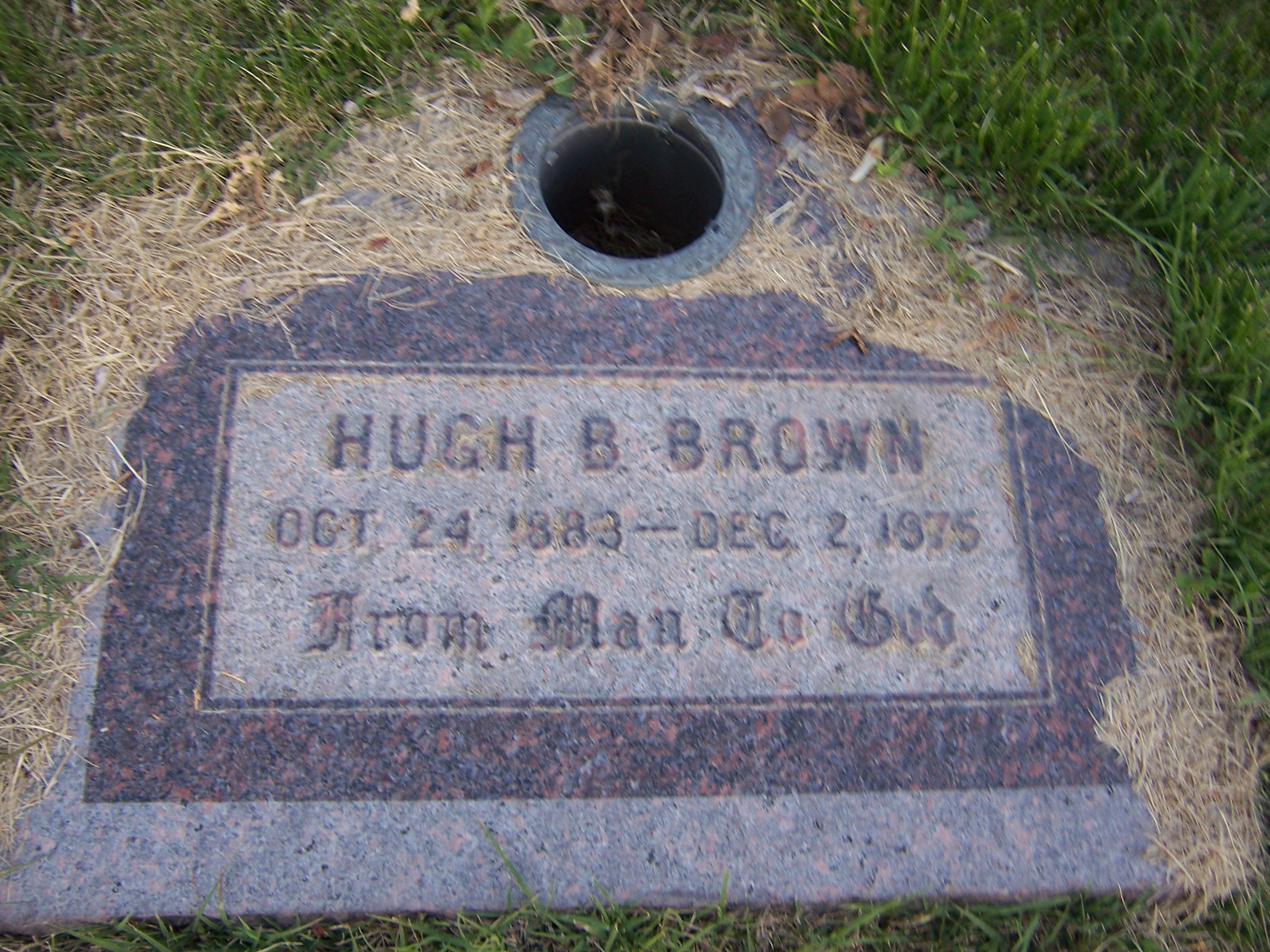

## روابط خارجية
- هيو بي. براون على موقع ميوزك برينز (الإنجليزية)